# Departures II OFF COURSE Super Selection
『Departures II OFF COURSE Super Selection』（ディパーチャーズ・ツー～オフコース・スーパー・セレクション）は、1999年2月10日に発売されたオフコース通算49作目の非監修ベスト・アルバム。

## 解説
レコード会社主導によるベスト・アルバムで、『Departures OFF COURSE Super Selection』の続編的な内容となっている。本作は、オフコースが在籍していたエキスプレス・レーベルではなく、イーストワールド・レーベルからリリースされた。

## 収録曲
| #   | タイトル                   | 作詞               | 作曲       | 編曲                       | 時間 |
| --- | -------------------------- | ------------------ | ---------- | -------------------------- | ---- |
| 1.  | 「めぐり逢う今」           | 松山猛             | オフコース | オフコース                 | 3:12 |
| 2.  | 「水曜日の午後」           | 小田和正           | 小田和正   | オフコース、重実博、矢沢透 | 2:48 |
| 3.  | 「でももう花はいらない」   | 鈴木康博           | 鈴木康博   | オフコース、重実博、矢沢透 | 4:00 |
| 4.  | 「愛の唄」                 | 小田和正           | 小田和正   | オフコース                 | 4:12 |
| 5.  | 「ひとりで生きてゆければ」 | 小田和正           | 小田和正   | オフコース                 | 3:42 |
| 6.  | 「めぐる季節」             | 小田和正           | 小田和正   | オフコース                 | 3:56 |
| 7.  | 「こころは気紛れ」         | 小田和正           | 小田和正   | オフコース                 | 3:50 |
| 8.  | 「青春」                   | 鈴木康博           | 鈴木康博   | オフコース                 | 3:23 |
| 9.  | 「やさしさにさようなら」   | 小田和正           | 小田和正   | オフコース                 | 3:57 |
| 10. | 「通りすぎた夜」           | 鈴木康博           | 鈴木康博   | オフコース                 | 4:09 |
| 11. | 「あなたのすべて」         | 小田和正           | 小田和正   | オフコース                 | 3:50 |
| 12. | 「時に愛は」               | 小田和正           | 小田和正   | オフコース                 | 5:47 |
| 13. | 「せつなくて」             | 大間仁世、松尾一彦 | 松尾一彦   | オフコース                 | 4:30 |
| 14. | 「いくつもの星の下で」     | 鈴木康博           | 鈴木康博   | オフコース                 | 4:23 |
| 15. | 「愛の中へ」               | 小田和正           | 小田和正   | オフコース                 | 5:49 |